# Pantoporia camotesiana
Pantoporia camotesiana är en fjärilsart som beskrevs av Hans Fruhstorfer 1913. Pantoporia camotesiana ingår i släktet Pantoporia och familjen praktfjärilar. Inga underarter finns listade i Catalogue of Life.